# Fingerpainting (альбом)
Fingerpainting — студийный альбом американской экспериментальной рок-группы Red Krayola, выпущенный 8 июня 1999 года на лейбле Drag City. Альбом содержит песни, над которыми первоначально работал состав группы 1960-х годов.

## Отзывы критиков
| Оценки критиков                   | Оценки критиков |
| Источник                          | Оценка          |
| --------------------------------- | --------------- |
| AllMusic                          | [ 5 ]           |
| Alternative Press                 | [ 6 ]           |
| The Encyclopedia of Popular Music | [ 7 ]           |
| Pitchfork Media                   | (3.7/10)        |
| PopMatters                        | [ 9 ]           |
| The Stranger                      | [ 10 ]          |

The Dallas Observer писал: «Это сложная, но полезная работа: Как только вы преодолеете их своеобразную обработку, песни станут одними из самых доступных из выпущенных группой, а после нескольких прослушиваний даже самые сложные фрагменты откроют богатство структуры и деталей» The Stranger писал, что «непосвящённых он оставит в полном замешательстве». CMJ New Music Report назвал альбом «длинным, странным путешествием в наушниках, которое стоит совершить».
Хизер Фарес из AllMusic отметил, что «Вечно меняющаяся и постоянно меняющаяся Red Krayola возвращается с альбомом Fingerpainting 1999 года. Глава Крайолы Майо Томпсон возвращается с эклектичной командой поддержки, включающей коллег по Drag City Дэвида Граббса и Стивена Прину, а также других постоянных Крайола, таких как Джордж Херли и Фредерик Бартельм. Red Krayola, состоящая из 11 человек, выпускает 12 новых работ, таких как „Bad Medicine“, „There There Betty Betty“ и „Vile Grass“, которые играют с шумом, креативными аранжировками и вокалом, превращая эти элементы в амбициозные инструменталы и причудливые песни, которые заходят за грань поп-музыки».

## Список композиций
| №   | Название | Длительность |
| --- | --- | ------------ |
| 1.  | «George III» | 1:50         |
| 2.  | «Bad Medicine» | 3:30         |
| 3.  | «A Hybrid Creature of Greed, Ignorance and Powers of Comprehension Plays a Vaulted Drum Kit. The Playing Corresponds Completely to the Event. There Are Entrances and Exits. And There Is Gravitation, Where It Is Needed - Tears for Example»                                        | 2:22         |
| 4.  | «There There Betty Betty» | 2:29         |
| 5.  | «The Greed of a Clarinet That Is Puffy from Crying Gets Tossed in Butter and Spread by Notes. This Process Depresses the Entire Orchestra So Much That It Only Plays Behind a Golden Partition. The Partition Is Decorated With Semi-Precious Attractive Diamonds»                    | 4:41         |
| 6.  | «Vile Vile Grass» | 2:31         |
| 7.  | «A Sow With an Abbess's Bonnet Is Sitting on Four Rock-Objects and Singing Along With Them. The Song Sounds Like a Cheater, And Is Imprisoned in a Striped Toy Box Because Its Aims Are Not Recognizable. On Top of the Box Is a Head That Could Be Elvis's, If He Had Survived This» | 5:48         |
| 8.  | «Mother» | 2:16         |
| 9.  | «Out of a Trombone That Is Divided Lengthways by a Partition of Gold Sound Seven Violins of Dynamite That Are Cut Sideways into Thin Slices. They Are Played by the Thrown Out Ex-Members of a Very Bad Band and Blown Up»                                                            | 4:17         |
| 10. | «In My Baby's Ruth, Sandy's Drums With David & Shadwell, Filthy Lucre» | 15:02        |